# Арансасу (Колумбия)
Арансасу (исп. Aranzazu) — город и муниципалитет в центральной части Колумбии, на территории департамента Кальдас. Входит в состав субрегиона Северный Кальденсе.

## История
Поселение, из которого позднее вырос город, было основано 9 ноября 1853 года и первоначально называлось Сархенто, в честь сержанта Буэнавентуры Эскобара, служившего под началом генерала Хосе Марии Кордовы. Своё современное название город получил в честь местного землевладельца Хосе Марии Арансасу.

## Географическое положение

Муниципалитет Арансасу

Город расположен в центральной части департамента, в пределах горной местности Центральной Кордильеры, к востоку от реки Кауки, на расстоянии приблизительно 21 километра к северу от города Манисалес, административного центра департамента. Абсолютная высота — 1900 метров над уровнем моря.
Муниципалитет Арансасу граничит на севере и востоке с территорией муниципалитета Саламина, на юге — с муниципалитетом Нейра, на западе — с муниципалитетом Филадельфия, на северо-западе — с муниципалитетом Ла-Мерсед. Площадь муниципалитета составляет 151,5 км².

## Население
По данным Национального административного департамента статистики Колумбии, совокупная численность населения города и муниципалитета в 2024 году составляла 10 863 человека.
Динамика численности населения муниципалитета по годам:
| 2005   | 2010   | 2015   | 2020   | 2021   | 2022   | 2023   | 2024   |
| ------ | ------ | ------ | ------ | ------ | ------ | ------ | ------ |
| 12 815 | 12 111 | 11 422 | 10 683 | 10 691 | 10 735 | 10 792 | 10 863 |

## Экономика
Большинство трудоспособного населения занято в выращивании кофе, сахарного тростника, кукурузы, бананов и фасоли, а также в животноводстве.